# Alberdi (departamento)
Alberdi é um departamento da Argentina, localizado na 
província de Santiago del Estero.